# Liste der Naturdenkmale in Rüssingen
Die Liste der Naturdenkmale in Rüssingen nennt die im Gemeindegebiet von Rüssingen ausgewiesenen Naturdenkmale (Stand 28. März 2024).

## Naturdenkmale
| Nr.         | Bezeichnung    | Lage                               | Beschreibung                       | Bild                                    |
| ----------- | -------------- | ---------------------------------- | ---------------------------------- | --------------------------------------- |
| ND-7333-141 | Alter Birnbaum | Göllheimer Straße, bei Nr. 10 Lage | Pyrus domestica, um 1900 gepflanzt | Direkt Bild zu diesem Denkmal hochladen |

## Ehemalige Naturdenkmale
| Nr. | Bezeichnung | Lage               | Beschreibung                           | Bild                                    |
| --- | ----------- | ------------------ | -------------------------------------- | --------------------------------------- |
|     | Rüster      | Bangertsgasse Lage | Ulmus sp.; Rechtsverordnung aufgehoben | Direkt Bild zu diesem Denkmal hochladen |